# Walter Matthau
Walter John Matthau, oorspronkelijk Walter John Matthow (New York, 1 oktober 1920 – Santa Monica (Californië), 1 juli 2000) was een Amerikaans komedie-acteur.
Matthau is twee keer getrouwd geweest. Zijn eerste vrouw was Grace Geraldine Johnson (1948-1958) met wie hij twee kinderen had (geb. 1953 en 1956), Jennifer Matthau en David Matthau. In 1959 trouwde hij met Carol Grace met wie hij een zoon had (geb. 1962), Charles Matthau. Hij bleef bij haar tot aan zijn dood.

## Naam
Volgens officiële documenten is zijn werkelijke naam Walter John Matthow. Aangezien hij ook Jake genoemd werd, ondertekende hij soms met Walter Jake Matthow. Aan het begin van zijn carrière veranderde hij de spelling van zijn achternaam in Matthau, omdat hij deze spelling eleganter vond.
Matthau hield volgens Matthaus zoon en de auteurs van Matthau: A Life, Rob Edelman and Audrey Kupferberg van het vertellen van sterke verhalen. Zijn sterke verhalen hebben ertoe bijgedragen aan de verschillende geruchten over zijn achternaam. Zo wordt regelmatig Matuschanskayasky, Matashansky of Matansky als zijn werkelijke achternaam vermeld.
De producent van de film Earthquake, Jennings Lang, bood hem een cameo aan, die Matthau accepteerde onder de voorwaarde dat hij als Walter Matuschanskayasky op de credits zou komen te staan. Dit leidde tot het gerucht dat dit zijn werkelijke achternaam was, iets dat Matthau soms in interviews ook beweerde. Hij vertelde soms dat zijn volledige geboortenaam Walter Foghorn Matuschanskayasky was.

## Levensloop
Matthau was de zoon van Joods-Russische immigranten. Na de Tweede Wereldoorlog begon Matthau met acteren en hij werd een gerespecteerd acteur. In 1955 maakte hij zijn eerste film, The Kentuckian als tegenspeler van Burt Lancaster. Hierna speelde hij vele films, vaak als slechterik. Matthau werd op zijn 45e beroemd door het toneelstuk The Odd Couple van Neil Simon uit 1965. Matthau was hierin de tegenspeler van Art Carney. Een jaar later won hij met de film The Fortune Cookie de Oscar voor beste mannelijke bijrol. In deze film speelde hij samen met vriend Jack Lemmon.
Na The Fortune Cookie werden Matthau en Lemmon vrienden voor het leven. Ze speelden beiden in totaal in tien verschillende films, waaronder de filmversie van The Odd Couple (met Lemmon die de rol van Art Carney overnam) en Grumpy Old Men uit 1993. De heren speelden voor het laatst samen in The Odd Couple II uit 1998.
Walter Matthau werd op 1 juli 2000 getroffen door een hartaanval en naar het St. John's Health Center gebracht. Daar werd hij kort na aankomst op 79-jarige leeftijd dood verklaard.

## Filmografie
- The Motorola Television Hour Televisieserie - Dr. Spinelli (Afl. Atomic Attack, 1950)
- Lux Video Theatre Televisieserie - 1ste kustwacht (Afl. Shadow on the Heart, 1950)
- Lux Video Theatre Televisieserie - Inspecteur (Afl. Manhattan Pastorale, 1951)
- Lux Video Theatre Televisieserie - Craig (Afl. Café Ami, 1951)
- Lux Video Theatre Televisieserie - Figurant (Afl. The Speech, 1951, niet op aftiteling; For Goodness Sake, 1952, niet op aftiteling)
- Mister Peepers Televisieserie - Coach Burr (Afl. Unaired Pilot, 1952)
- Danger Televisieserie - Rol onbekend (Afl. A Buck Is a Buck, 1952)
- Kraft Television Theatre Televisieserie - Rol onbekend (Afl. The Death of Kid Slawson, 1952)
- Suspense Televisieserie - Lawrence Stevens (Afl. F.O.B. Vienna, 1953)
- Campbell Playhouse Televisieserie - Rol onbekend (Afl. Wonder in Your Eyes, 1953)
- Studio One Televisieserie - Rol onbekend (Afl. Dry Run, 1953)
- The Philco Television Playhouse Televisieserie - Iago (Afl. Othello, 1953)
- Danger Televisieserie - Rol onbekend (Afl. Night of Reckoning, 1954)
- The United States Steel Hour Televisieserie - Gordon Wagner (Afl. Late Date, 1954)
- Center Stage Televisieserie - Rol onbekend (Afl. The Human Touch, 1954)
- Kraft Television Theatre Televisieserie - Rol onbekend (Afl. Nothing Personal, 1954)
- The Philco Television Playhouse Televisieserie - Stuart Benson (Afl. Adapt or Die, 1954)
- Armstrong Circle Theatre Televisieserie - Rol onbekend (Afl. The Darkroom, 1952; The Straight and Narrow, 1953; Hit a Blue Note, 1954)
- Robert Montgomery Presents Televisieserie - De barkeeper (Afl. The Lost Weekend, 1955)
- The Philco Television Playhouse Televisieserie - Rol onbekend (Afl. the Basket Weaver, 1952; Three Sundays, 1952; The Glorification of Al Toolum, 1953; Walk into the Night, 1955)
- Robert Montgomery Presents Televisieserie - Rol onbekend (Afl. Dr. Ed, 1954; A Stone for His Son, 1955)
- The Kentuckian (1955) - Stan Bodine
- Justice Televisieserie - Rol onbekend (Afl. Booby Trap, 1955)
- The Indian Fighter (1955) - Wes Todd
- The Alcoa Hour Televisieserie - Bill Egan (Afl. The Big Vote, 1956)
- General Electric Theater Televisieserie - Rol onbekend (Afl. Reflected Glory, 1956; A Man with a Vengeance, 1956)
- Bigger Than Life (1956) - Wally Gibbs
- A Face in the Crowd (1957) - Mel Miller
- Goodyear Television Playhouse Televisieserie - Rol onbekend (Afl. Nothing to Sneeze At, 1953; The Cipher, 1953; A Fadeout, 1953; Flight Report, 1954; A Will to Live, 1957; The Legacy, 1957)
- The Alcoa Hour Televisieserie - George Barry (Afl. The Trouble with Women, 1957)
- Slaughter on Tenth Avenue (1957) - Al Dahlke
- Climax! Televisieserie - Charlie Mapes (Afl. To Walk the Night, 1957)
- Kraft Television Theatre Televisieserie - Harry (Afl. Code of the Corner, 1958)
- King Creole (1958) - Maxie Fields
- Alfred Hitchcock Presents Televisieserie - Officer Chandler (Afl. The Crooked Road, 1958)
- Voice in the Mirror (1958) - Dr. Leon Karnes
- Ride a Crooked Trail (1958) - Judge Kyle
- Onionhead (1958) - 'Red' Wildoe
- Alfred Hitchcock Presents Televisieserie - Moran (Afl. Dry Run, 1959)
- Gangster Story (1960) - Jack Martin
- Juno and the Paycock (Televisiefilm, 1960) - Rol onbekend
- Strangers When We Meet (1960) - Felix Anders
- Play of the Week Televisieserie - Rol onbekend (Afl. Juno and the Paycock, 1960)
- Play of the Week Televisieserie - James Hyland (Afl. The Rope Dancers, 1960)
- Alfred Hitchcock Presents Televisieserie - Harry Wade (Afl. A Very Moral Theft, 1960)
- Naked City Televisieserie - Peter Kanopolis (Afl. The Man Who Bit a Diamond in Half, 1960)
- Play of the Week Televisieserie - Rol onbekend (Afl. Two by Saroyan, 1960)
- Tallahassee 7000 Televisieserie - Lex Rogers (26 afl., 1961)
- Target: The Corrupters Televisieserie - Martin 'Books' Kramer (Afl. The Million Dollar Dump, 1961)
- Route 66 Televisieserie - Sam Keep (Afl. Eleven, the Hard Way, 1961)
- Alfred Hitchcock Presents Televisieserie - Phil (Afl. Cop for a Day, 1961)
- Target: The Corrupters Televisieserie - Michael Callahan (Afl. One for the Road, 1962)
- General Electric Theater Televisieserie - Tom Dutton (Afl. Acres and Pains, 1962)
- Lonely Are the Brave (1962) - Sheriff Morey Johnson
- Who's Got the Action? (1962) - Tony Gagouts
- The DuPont Show of the Week Televisieserie - Meredith (Afl. Big Deal in Laredo, 1962)
- Naked City Televisieserie - Dr. Max Lewine (Afl. Don't Knock It Till You've Tried It, 1962)
- The DuPont Show of the Week Televisieserie - Verteller (Afl. Police Emergency, 1962; Fire Rescue, 1962; Prisoner at Large, 1963; San Francisco Detective, 1963)
- The Eleventh Hour Televisieserie - Charles Thatcher (Afl. A Tumble from a High White House, 1963)
- The DuPont Show of the Week Televisieserie - Martin Pitt (Afl. A Dozen Deadly Roses, 1963)
- The DuPont Show of the Week Televisieserie - Harley Downing (Afl. The Takers, 1963)
- Island of Love (1963) - Tony Dallas
- Charade (1963) - H. Bartholemew
- Bob Hope Presents the Chrysler Theatre Televisieserie - Tom Gregory (Afl. White Snow, Red Ice, 1964)
- The DuPont Show of the Week Televisieserie - Tony Maruzella (Afl. Jeremy Rabbitt - The Secret Avenger, 1964)
- Ensign Pulver (1964) - Doc
- The Rogues Televisieserie - Aram Rodesko (Afl. The Personal Touch, 1964)
- Profiles in Courage Televisieserie - John Slaton (Afl. Governor John M. Slaton, 1964)
- Dr. Kildare Televisieserie - Franklin Gaer (Afl. Man Is a Rock, 1964)
- Fail-Safe (1964) - Prof. Groeteschele
- Goodbye Charlie (1964) - Sir Leopold Sartori
- Profiles in Courage Televisieserie - Andrew Johnson (Afl. Andrew Johnson, 1965)
- Mirage (1965) - Ted Caselle
- The Fortune Cookie (1966) - Willie Gingrich
- A Guide for the Married Man (1967) - Paul Manning
- The Odd Couple (1968) - Oscar Madison
- The Secret Life of an American Wife (1968) - De filmster
- Candy (1968) - Gen. R.A. Smight
- Hello, Dolly! (1969) - Horace Vandergelder
- Cactus Flower (1969) - Dr. Julian Winston
- A New Leaf (1971) - Henry Graham
- Plaza Suite (1971) - Sam Nash/Jesse Kiplinger/Roy Hubley
- Kotch (1971) - Joseph P. Kotcher
- Awake and Sing! (Televisiefilm, 1972) - Moe Axelrod
- Pete 'n' Tillie (1972) - Pete
- Charley Varrick (1973) - Charley Varrick
- The Laughing Policeman (1973) - Sgt. Jake Martin SFPD
- The Taking of Pelham One Two Three (1974) - Lt. Zachary 'Z' Garber
- Earthquake (1974) - Dronken man
- The Front Page (1974) - Walter Burns/Otto Fishbine
- The Sunshine Boys (1975) - Willy Clark
- The Bad New Bears (1976) - Coach Morris Buttermaker
- Insight Televisieserie - Adam (Afl. The Side of Eden, 1977)
- Actor (Televisiefilm, 1978) - Boris Thomashevsky
- House Calls (1978) - Dr. Charley Nichols
- Casey's Shadow (1978) - Lloyd Bourdelle
- California Suite (1978) - Visitors from Philadelphia - Marvin Michaels
- The Stingiest Man in Town (Televisiefilm, 1978) - Ebenezer Scrooge (Stem)
- Little Miss Marker (1980) - Sorrowful Jones
- Hopscotch (1980) - Miles Kendig/James Butler/Mr. Hannaway/Leonard Ross
- First Monday in October (1981) - Dan Snow
- Buddy Buddy (1981) - Trabucco
- I Ought to Be in Pictures (1982) - Herbert Tucker
- The Survivors (1983) - Sonny Paluso
- Movers & Shakers (1985) - Joe Mulholland
- Pirates (1986) - Captain Thomas Bartholomew Red
- Parkinson One to One Televisieserie - Rol onbekend (Afl. 1.1, 1987; 1.8, 1987)
- The Couch Trip (1988) - Donald Becker
- Il piccolo diavolo (1988) - Maurice
- The Incident (Televisiefilm, 1990) - Harmon Cobb
- Mrs. Lambert Remembers Love (Televisiefilm, 1991) - Clifford Pepperman
- JFK (1991) - Senator Long
- How the Grinch Stole Christmas (Video, 1992) - Verteller (Stem)
- Against Her Will: An Incident in Baltimore (Televisiefilm, 1992) - Harmon Cobb
- Dennis the Menace (1993) - Mr. George Wilson
- Grumpy Old Men (1993) - Max Goldman
- Incident in a Small Town (Televisiefilm, 1994) - Harmon Cobb
- I.Q. (1994) - Albert Einstein
- The Grass Harp (1995) - Judge Charlie Cool
- Grumpier Old Men (1995) - Max Goldman
- I'm Not Rappaport (1996) - Nat Moyer
- Out to Sea (1997) - Charlie Gordon
- The Odd Couple II (1998) - Oscar Madison
- The Marriage Fool (Televisiefilm, 1998) - Frank Walsh
- Hanging Up (2000) - Lou Mozell